# Бутринт (национален парк)
„Бутринт“ (на албански: Parku Kombëtar i Butrintit) е национален парк в област Вльора, Южна Албания. Намира се на 18 km южно от Саранда. Паркът обхваща 9424 km2 хълмист терен със сладководни езера, влажни зони, солени блата, открити равнини, тръстикови масиви и острови. Значението на парка за опазване на околната среда се изразява в големия брой видове на територията му – над 1200 различни животни и растения. Правомощията на парка включват защита на езерото и лагуната Бутринт, естествения канал Вивари, островите Ксамил, както и археологическия обект, който дава ценни сведения за древни цивилизации.

## История
Международният съюз за защита на природата (IUCN) е включил парка в категория II. През 1992 г. археологическият обект е включен в списъка на ЮНЕСКО за обекти на световното културно и природно наследство. Освен това лагуната е призната за влажна зона с международно значение съгласно Рамсарската конвенция. Отделно от това езерото Бутринт е важна зона за птици и растения поради значителното си разнообразие от видове птици и растения от международно значение.
Национален парк „Бутринт“ е създаден с Наредба № 82 от 2 март 2000 г. с цел опазване на природните екосистеми и ландшафти заедно с техните растителни и животински съобщества и местообитания, както и опазване на културното наследство. Територията на парка е разширявана няколко пъти, за последен път през 2005 г., докато достигне настоящата си площ. Управлява се от дирекция, подчинена на Министерството на околната среда на Албания, със седалище в Саранда. 
Историческият град Бутринт на територията на националния парк е един от най-важните археологически обекти в страната, съдържащ различни артефакти и структури, датиращи от желязната епоха до Средновековието. Многобройни паметници все още са запазени, включително градските стени, късноантичен баптистерий, голяма базилика, римски театър и два замъка. Древният град е разположен сред естествена гора със сложна екосистема, която зависи от близкото езеро и канал. Тази комбинация от културни паметници и природна среда прави парка „Бутринт“ уникално място. 
Паркът се превръща във важен център и добър пример за управление на културно наследство. С подкрепата на албанските институции, фондация „Бутринт“, Световната банка и ЮНЕСКО, ситуацията в него е подобрена до такава степен, че през 2005 г. ЮНЕСКО премахва обекта от списъка на застрашените обекти на световното наследство. 

## География
Националният парк Бутринт e стратегически разположен в източната част на пролива Корфу в южната част на страната; на полуостров, който е ограден от езерото Бутринт и канала Вивари. Каналът свързва езерото с Йонийско море чрез тясна пясъчна ивица. По шосе останките от историческия град Бутринт са на около 18 km южно от град Саранда и на няколко километра северно от сухоземната граница между Албания и Гърция. 
Паркът има площ от 94 244 km2. Разположен в непосредствена близост до морето, паркът има мек средиземноморски климат (Csa и Csb по климатичната класификация на Кьопен) с меки, дъждовни зими и сухи, топли до горещи лета. Годишните валежи са около 1500 mm/m2.
Бутринт е част от разнообразна хидрографска мрежа, съставена от потоците на няколко реки, лагуни и езера. Реките са къси, стръмни и с голям обем. Паркът включва езерото Бутринт на северозапад, езерото Буфи на югоизток, река Бистрица на север, планината Миле на запад и река Павло на юг.

Езерото Бутринт е най-голямото езеро и водният му режим е типичен за крайбрежна лагуна. Има дължина 7,1 km и ширина 3,3 km, с площ от 16,3 km. Езерото Буфи се намира на около 2 m над Адриатическо море в югоизточната част на езерото Бутринт, с обща площ от 0,83 km2. Отича се към южното езеро Бутринт през някогашен канал.

## Биоразнообразие

### Флора
Разнообразните геоложки и хидроложки условия, както и местоположението на парка са основните фактори за голямото разнообразие от животни и растения. Във фитогеографски план паркът попада в сухоземния екорегион на илирийски широколистни гори на палеарктическите средиземноморски гори, гори и храсталаци. Наличието на вода под формата на реки, езера и влажни зони, повлияно от конфигурацията на терена, оказва голямо влияние върху биоразнообразието на тази област. Гръбначната флора на парка се състои от 800 до 900 вида, които съставляват 27% от общия брой видове в Албания.
Плитките крайбрежни лагуни са скалисти и покрити с гъста тръстика и широколистен папур. В района на археологическия обект и южните и източните склонове на Сотира, вечнозелените гори заемат по-голямата част от площта. От широколистната растителност каменният дъб и лавровите дървета преобладават над останалите растения, включително полския бряст, полския ясен и валонския дъб. Храстовата растителност е представена от брястовидна къпина, обикновен глог, вечнозелена роза, обикновен бръшлян и италианско цвете. Сред билките доминират диви аспержи, жив плет, жълтурчета и обикновени блатии.
Posidonia oceanica е разпространена най-вече по крайбрежното морско дъно, докато Cymodocea nodosa и Zostera noltei са широко разпространени по устието на река Павло. Покрай скалите солеността и скалистият терен обуславят беден флористичен състав.

### Фауна
Паркът има разнообразна фауна с над 400 вида, разпределени в местообитанията и екосистемите на парка. В границите на парка са установени най-малко 39 вида бозайници, 246 вида птици, 25 вида влечуги, 10 вида земноводни и 105 вида риби.
Горите и храстите на парка осигуряват важно убежище за 39 вида бозайници, от които 14 са класифицирани като застрашени. Белката вирее в покрайнините на горите и откритите склонове на парка. Златистият чакал и червената лисица обикновено се срещат в откритите терени, хранейки се предимно с дребни гризачи, докато сивият вълк се среща само през зимата в парка. В потоците и езерата се среща видрата, която е защитена от редица международни конвенции.
Крайбрежните води около парка са често посещавани от делфини като обикновената афала, късоносия обикновен делфин и понякога и ивичестия делфин. Паркът осигурява едно от последните останали местообитания на застрашения средиземноморски тюлен монах, който се среща в скалите и пещерите. Морските костенурки не са необичайна гледка в плитките крайбрежни води на парка. Има два вида морски костенурки, като костенурката карета и кожестата костенурка, които са посочени от държавните власти като застрашени.
В парка се срещат над 246 вида птици, живеещи в различни местообитания на цялата му територия. Много от тези птици са местни, а други са прелетни видове, минаващи по адриатическия миграционен маршрут. Най-важните птици, обитаващи парка, са скалният орел, соколът скитник, планинският кеклик, авлигата и обикновеният мишелов. Заливите и устията по крайбрежието на Йонийско море са зимна дестинация за важни птици. Влажните зони служат като места за хранене и почивка на обикновена потапница, голям корморан, голям гмурец, обикновена лиска и речна чайка. Тръстиковите масиви се използват от зеленоножка, крещалец, полски блатар, тръстиков блатар, мустакато шаварче и торбогнезд синигер. Блатата предлагат места за хранене на малката бяла чапла, сребристата булка, златистата булка и тъмногръдия брегобегач. Повечето от водолюбивите птици са съсредоточени в крайбрежните блата, като големия свирец, малкия червеноног водобегач и гривестата рибарка.
Документирани са 10 вида земноводни, които съществуват в големи популации и обитават предимно гори и храсталаци. Най-често срещаните видове земноводни включват огнен саламандър, северен гребенест тритон, обикновена крастава жаба и гръцка водна жаба. Разнообразието от влечуги в Бутринт също е богато, по-голямо от всяка друга защитена зона в региона. Документирани са общо 25 вида. Те са представени от ивичестия гущер, слепока и смока мишкар.
Що се отнася до морето, водоемите на парка се посещават от 105 вида риби. Най-често срещаните видове включват плосък кефал, тънкоуст кефал, европейска змиорка, мерлуза и каракуда.

## Забележителности
Богатата история на Бутринт е оставила важни следи на територията на парка. Основните архитектурни паметници в парка включват римски театър, олтар на Дионис, Нимфеум, терми, гимназия, форум, акведукт, храмове на Минерва и Асклепий, Лъвската порта и баптистерий, разположени в Южна Албания и обявени от ЮНЕСКО за световно културно наследство през 1992 г.
Римският театър в Бутринт е сред най-добре запазените сгради в града. Намира се точно под Акропола и гледа към канала Вивари. Театърът е построен през III век пр. н. е., вероятно върху стените на по-стар и по-малък театър. През римския период е претърпял много ремонти и разширения. Над двата входа на театъра са изградени ложи за висшата класа. Аудиторииумът също е разширен, за да поеме нарастващото население на града по това време.
Замъкът на Али Паша Тепелена се намира в рамките на малък остров по протежение на устието на канала Вивари и е кръстен на албанския владетел Али паша от Янина, който управлява Янинския пашалък. Замъкът е малка правоъгълна структура с очукани стени. По протежение на ъглите има две очукани кръгли кули с оръдия откъм морето и две очукани квадратни кули с неправилни размери, оборудвани с контури или прозорци.
Друга важна забележителност е Лъвската порта и един от шестте входа на града, построени през IV век пр.н.е. Надписът показва лъв, който се кани да изяде бик. Лъвът символизира жителите на града, а бикът – техните врагове. Портата има много тесен проход, за да позволи възможно най-малко хора да влязат едновременно.
В западната част на парка се простират скалистите острови Ксамил, които са отдалечени и могат да бъдат достигнати само с лодка. Въпреки това, два от островите са свързани с тясна ивица пясък. Делфини като обикновения делфин и афалата често се срещат във водите.